# Dreamland (album de Robert Plant)
Pour les articles homonymes, voir Dreamland.
Albums de Robert Plant
Walking into Clarksdale
(1998) Sixty Six to Timbuktu
(2003)
Singles
1. Darkness, Darkness
Sortie : 2002

Dreamland est le septième album studio de Robert Plant, sorti le 16 juillet 2002.
Cet opus comprend surtout des reprises de chansons de blues, mais également de rock.
L'album se classe 20e au UK Albums Chart et 40e au Billboard 200 et au Top Internet Albums.
En 2003, l'album est nommé aux Grammy Awards dans la catégorie « meilleur album rock » et le titre Darkness, Darkness est nommé dans celle de la « meilleure prestation vocale rock masculine ».
En 2007, une réédition remastérisée, avec deux titres bonus, est publiée par Rhino Entertainment.

## Titres
| No  | Titre                                                | Auteur                                                                                            | Durée |
| --- | ---------------------------------------------------- | ------------------------------------------------------------------------------------------------- | ----- |
| 1.  | Funny in My Mind (I Believe I'm Fixin' to Die Blues) | Bukka White, Robert Plant, Justin Adams, Clive Deamer, John Baggott, Charlie Jones, Porl Thompson | 4:45  |
| 2.  | Morning Dew                                          | Bonnie Dobson, Tim Rose                                                                           | 4:26  |
| 3.  | One More Cup of Coffee                               | Bob Dylan                                                                                         | 4:03  |
| 4.  | Last Time I Saw Her                                  | Plant, Adams, Deamer, Baggott, Jones, Thompson                                                    | 4:41  |
| 5.  | Song to the Siren                                    | Tim Buckley, Larry Beckett                                                                        | 5:53  |
| 6.  | Win My Train Fare Home (If I Ever Get Lucky)         | Plant, Adams, Deamer, Baggott, Jones, Thompson                                                    | 6:03  |
| 7.  | Darkness, Darkness                                   | Jesse Colin Young                                                                                 | 7:25  |
| 8.  | Red Dress                                            | Plant, Adams, Deamer, Baggott, Jones, Thompson                                                    | 5:23  |
| 9.  | Hey Joe                                              | Billy Roberts                                                                                     | 7:12  |
| 10. | Skip's Song                                          | Skip Spence                                                                                       | 4:55  |

| 11. | Dirt in a Hole              | Plant, Adams, Deamer, Baggott, Jones, Thompson | 4:46 |
| 12. | Last Time I Saw Her (Remix) | Plant, Adams, Deamer, Baggott, Jones, Thompson | 3:24 |

## Musiciens

### Strange Sensation
- Robert Plant : chant
- John Baggott : claviers, arrangements des cordes sur Song to the Siren
- Porl Thompson : guitares
- Justin Adams : guitares, guembri, darbouka
- Charlie Jones : basse
- Clive Deamer : batterie, percussions

### Musiciens invités
- B.J. Cole : guitare pedal steel sur Song to the Siren
- Raj Das, May Clee Cadman, Ginny Clee : chœurs